# محوطه کوره سر ۱
محوطه کوره سر ۱ مربوط به دوران‌های تاریخی پس از اسلام است و در شهرستان تنکابن، دهستان گلیجان، روستای لاکتراشان واقع شده و این اثر در تاریخ ۱۸ اردیبهشت ۱۳۸۰ با شمارهٔ ثبت ۳۷۷۹ به‌عنوان یکی از آثار ملی ایران به ثبت رسیده است.